# Mongol labdarúgó-bajnokság (első osztály)
A mongol első osztályú labdarúgó-bajnokságot, (Mongol nyelven: Хүрхрээ Үндэсний Дээд Лиг / Hürhré Ündesznij Déd Lig, nemzetközi elnevezéssel National Premier League más néven Khurkhree National Premier League) 10 csapat részvételével rendezi meg minden évben a mongol labdarúgó-szövetség.
A bajnokság 1996 óta fél-profi rendszerben működik és a csapatok kétszer játszanak egymással.

## Története
1946-ban a Szpartakiád fesztivál keretében bonyolítottak le első alkalommal labdarúgó tornát, de az országos bajnokságot hivatalosan 1955-ben rendezték meg először, ahol egyben Ulánbátor városi bajnokságának győztesét is jutalmazták.
A fél-professzionális liga 1996-ban jött létre és rájátszásban döntötték el a tartományi, kerületi valamint intézményi (hadsereg, rendőrség stb.) csapatok részvételét.
Azóta a bajnokság létszáma változó, általában 7-10 csapat szerepel az idényben, melyeknek többsége Ulánbátorból származik.
A fővárosi együtteseken kívül, Darhan-Úl (Darhan), Góbi-Altaj (Delger), Dél-Hangáj (Tengerín Bugnúd), valamint Orhon (Hangarid) tartomány büszkélkedhet bajnoki címmel.

## A 2016-os szezon résztvevői
| Csapat                    | Város     | Alapítás éve | Stadion               | Férőhely |
| ------------------------- | --------- | ------------ | --------------------- | -------- |
| Andúd City FC             | Ulánbátor | 2013         | MHH Labdarúgó Központ | 5 000    |
| Athletic 220 FC           | Ulánbátor | 2016         | MHH Labdarúgó Központ | 5 000    |
| Deren                     | Deren     | 2008         | Nemzeti Sport Stadion | 20 000   |
| Ercsim                    | Ulánbátor | 1994         | Nemzeti Sport Stadion | 20 000   |
| Szelenge Press Falcons FC | Ulánbátor | 2002         | MHH Labdarúgó Központ | 5 000    |
| Hangarid                  | Erdenet   | 1996         | Erdenet Stadion       | 7 000    |
| Horomhon                  | Ulánbátor | 1999         | MHH Labdarúgó Központ | 5 000    |
| Kán Hunsz Titem           | Ulánbátor | 2002         | MHH Labdarúgó Központ | 5 000    |
| FC Ulánbátor              | Ulánbátor | 2010         | MHH Labdarúgó Központ | 5 000    |
| Ulánbátor City            | Ulánbátor | 2015         | MHH Labdarúgó Központ | 5 000    |

## Az eddigi győztesek
| - 1955: Soyol - 1956: ismeretlen - 1957: ismeretlen - 1958: ismeretlen - 1959: ismeretlen - 1960: ismeretlen - 1961: ismeretlen - 1962: ismeretlen - 1963: ismeretlen - 1964: Hudulmur - 1965: nem rendezték meg - 1966: Hudulmur - 1967: Tengerín Bugnúd - 1968: Darhan - 1969: Tengerín Bugnúd - 1970: Aldar Army - 1971: Tengerín Bugnúd - 1972: Hudulmur - 1973: Tengerín Bugnúd - 1974: Aldar Army - 1975: Tengerín Bugnúd - 1976: Aldar Army | - 1978: Zamchin Railwaymen - 1979: Tengerín Bugnúd - 1980: Aldar Army - 1981: Tengerín Bugnúd - 1982: Tengerín Bugnúd - 1983: Hilcsin - 1984: Tengerín Bugnúd - 1985: Hucs Police - 1986: ismeretlen - 1987: Szühebátor - 1988: Szühebátor - 1989: Hudulmur - 1990: Hucs Police - 1991: ismeretlen - 1992: ismeretlen - 1993: ismeretlen - 1994: Hucs Police - 1995: Idsszh All-University - 1996: Ercsim - 1997: Delger - 1998: Ercsim - 1999: ITI Bank-Barsz | - 2000: Ercsim - 2001: Hangarid - 2002: Ercsim - 2003: Hangarid - 2004: Hangarid - 2005: Horomhon - 2006: Haszín Hulgúd - 2007: Ercsim - 2008: Ercsim - 2009: Unaganúd - 2010: Hangarid - 2011: FC Ulánbátor - 2012: Ercsim - 2013: Ercsim - 2014: Horomhon - 2015: Ercsim - 2016: Ercsim - 2017: Ercsim - 2018: Ercsim - 2019: Ulánbátor City |

## A legsikeresebb klubok
| Klubcsapat            | Tartomány  | Település | Bajnok | Bajnoki címek                                                          |
| --------------------- | ---------- | --------- | ------ | ---------------------------------------------------------------------- |
| Ercsim                | Ulánbátor  | Ulánbátor | 12     | 1996, 1998, 2000, 2002, 2007, 2008, 2012, 2013, 2015, 2016, 2017, 2018 |
| Tengerín Bugnúd       | Dél-Hangáj | Bat-Ölzij | 9      | 1967, 1969, 1971, 1973, 1975, 1979, 1981, 1982, 1984                   |
| Aldar Army            | Ulánbátor  | Ulánbátor | 4      | 1970, 1974, 1976, 1980                                                 |
| Hangarid              | Orhon      | Erdenet   | 4      | 2001, 2003, 2004, 2010                                                 |
| Hudulmur              | Ulánbátor  | Ulánbátor | 4      | 1964, 1966, 1972, 1989                                                 |
| Hucs Police           | Ulánbátor  | Ulánbátor | 3      | 1985, 1990, 1994                                                       |
| Horomhon              | Ulánbátor  | Ulánbátor | 2      | 2005, 2014                                                             |
| Szühebátor            | Ulánbátor  | Ulánbátor | 2      | 1987, 1988                                                             |
| Darhan                | Darhan-Úl  | Darhan    | 1      | 1968                                                                   |
| Delger                | Góbi-Altaj | Delger    | 1      | 1997                                                                   |
| Idsszh All-University | Ulánbátor  | Ulánbátor | 1      | 1995                                                                   |
| ITI Bank-Barsz        | Ulánbátor  | Ulánbátor | 1      | 1999                                                                   |
| Hilcsin               | Ulánbátor  | Ulánbátor | 1      | 1983                                                                   |
| Haszín Hulgúd         | Ulánbátor  | Ulánbátor | 1      | 2006                                                                   |
| FC Ulánbátor          | Ulánbátor  | Ulánbátor | 1      | 2011                                                                   |
| Szojol                | Ulánbátor  | Ulánbátor | 1      | 1955                                                                   |
| Ulánbátor City        | Ulánbátor  | Ulánbátor | 1      | 2019                                                                   |
| Ulánbátarín Unaganúd  | Ulánbátor  | Ulánbátor | 1      | 2009                                                                   |
| Zamcsin Railwaymen    | Ulánbátor  | Ulánbátor | 1      | 1978                                                                   |